# Hieracium expallidiforme
Hieracium expallidiforme es una especie de planta con flor del género Hieracium, de la familia Asteraceae, orden Asterales.

## Distribución
Hieracium expallidiforme se distribuye por Noruega, Suiza, Finlandia, Letonia, Rusia y Estonia.

## Taxonomía
Fue descrita científicamente por (Dahlst. ex Stenstr.) Dahlst.
Tratamiento taxonómico
La especie aparece registrada y publicada en Exsicc. (Herb. Hierac. Scand.).